# Elecciones presidenciales de Ecuador de 1905
Las elecciones presidenciales de Ecuador de 1905 fue el proceso electoral el cual tuvo por objetivo la elección de un nuevo Presidente Constitucional de la República del Ecuador. 

## Antecedentes
Fueron convocadas las elecciones por parte del presidente Leonidas Plaza para escoger a su sucesor presidencial, bajo la Constitución de 1897.

## Desarrollo
Llegada la época de designar un sucesor, el presidente Leonidas Plaza designó al comerciante y exgerente general del Banco Comercial y Agrícola de Guayaquil Lizardo García y le ofreció todo su apoyo.
Los liberales reunidos en Quito el 5 de junio de 1904 con motivo del noveno aniversario de la Revolución Liberal, lanzaron la idea de formar una Junta de Electores que decidieran quién debía ser el candidato único del partido oficialista liberal. Plaza no aceptó la propuesta porque su situación era débil en el partido y trató por todos los medios de desacreditar a los electores, iniciando contra ellos una campaña de difamaciones y bautizándoles con el nombre de La Fronda.
El triunfo de García fue notorio al obtener 64.369 superando a Ignacio Robles que obtuvo 2.687 votos y sobre Manuel Antonio Franco que obtuvo 1.383 votos.
Fue oficialmente declarado electo por el Congreso extraordinario instalado en Quito el 10 de agosto de dicho año y presidido por José Luis Tamayo. 
Lizardo García asumió el cargo de Presidente Constitucional de la República el 1 de septiembre de 1905.

## Candidatos y Resultados
| Partido | Partido                     | Facción dentro del PLE       | Candidato                                       | Cargos importantes          | Votos  | %     |
| ------- | --------------------------- | ---------------------------- | ----------------------------------------------- | --------------------------- | ------ | ----- |
|         | Partido Liberal del Ecuador | Oficialista / Moderado       | Lizardo García Sorroza                          | Ministro de Hacienda (1895) | 64.369 | 93.0% |
| Radical | Partido Liberal del Ecuador | Ignacio Robles y Santistevan | Ministro de Relaciones Exteriores (1895 - 1896) | 2.687                       | 3.9%   |       |
| Radical | Partido Liberal del Ecuador | Manuel Antonio Franco Vera   | General de Brigada del Ejército                 | 1.383                       | 2.0%   |       |
| Otros   | Otros                       | Otros                        | Otros                                           | Otros                       | 348    | 1.1%  |

Fuente